# Sarcophaga imita
Sarcophaga imita är en tvåvingeart som beskrevs av Thomas Pape 1996. Sarcophaga imita ingår i släktet Sarcophaga och familjen köttflugor. Inga underarter finns listade i Catalogue of Life.